# Nikolai Nikitich Demidov

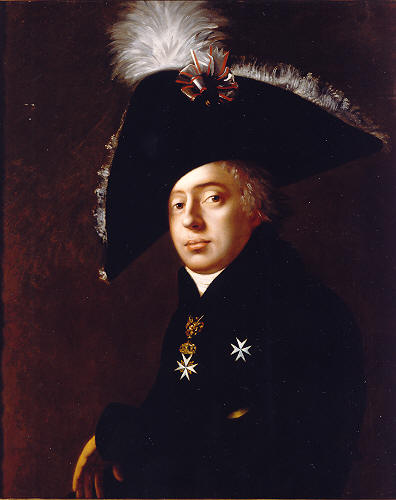
Conde Nikolai Demidov

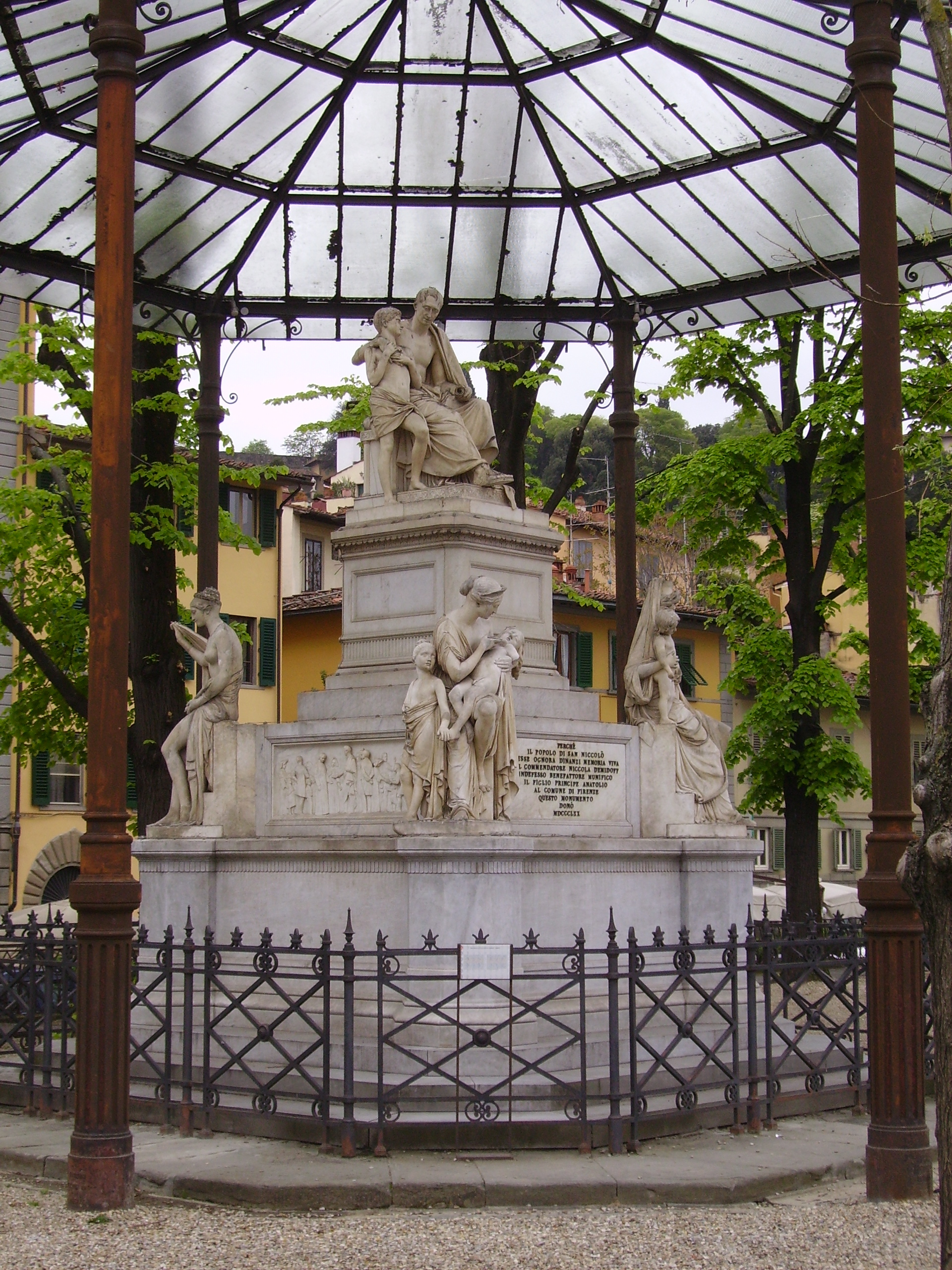
"Monumento a Nikolai Demidov" do escultor florentino Lorenzo Bartolini.

O Conde Nikolai Nikitich Demidov (em russo: Николай Никитич Демидов; São Petersburgo, 9 de novembro de 1812 — Florença, 22 de abril de 1828) foi um nobre militar, diplomata e filantropo russo.
Um monumento erguido em sua homenagem, encomendado por seu filho Anatole Nikolaievich do escultor florentino Lorenzo Bartolini, encontra-se na "Piazza Demidoff" em Florença, Itália.
Seu filho o príncipe Anatole Demidov (1813-1870) casou-se em 1840 com Matilde Bonaparte, filha de Jerónimo Bonaparte, ex-rei da Vestfália e irmão mais novo do imperador Napoleão Bonaparte.